# 니세코정
니세코정(일본어: ニセコ町)은 일본 홋카이도 시리베시 종합진흥국 관내의 아부타군에 있는 정이다.
스키장을 중심으로 한 관광업을 주요 산업으로 한다. 근래에는 오스트레일리아(호주)에서 찾아 오는 스키장 방문객이 증가하여 일본 내의 투자가 활발하게 되었다. 또한 한국을 중심으로 동아시아 관광객도 증가하고 있다.

## 지리

### 인접한 자치체
- 시리베시 종합진흥국
  - 아부타군 굿찬정, 맛카리촌
  - 이소야군 란코시정

- 이부리 종합진흥국
  - 아부타군 도요우라정

## 역사
- 1895년 - 일본 본토에서의 이주가 시작되었다.
- 1901년 - 맛카리촌에서 분리 독립해 가리부토촌(狩太村)이 설치되었다.
- 1950년 - 정으로 승격해 가리부토정이 되었다.
- 1964년 - 가리부토정에서 니세코정으로 개칭해 일본 최초의 가타카나 정명이 되었다.

## 산업
농업이 기간산업이다. 특히 도아사 지구의 젖소 생산은 유명하고, 여기서 개량된 소는 일본 전역으로 보내지고 있다. 멜론도 특산품으로 '아사히메론'의 브랜드명으로 알려져 있다. 또한 경주마 생산도 활발하다.

## 교통

### 철도
- 홋카이도 여객철도 하코다테 본선

### 도로
- 국도 5호선

## 같이 보기
- 시코쓰토야 국립공원